# Werkverzeichnis von Camille Pissarro/Reifebildung
Das Werkverzeichnis (Catalogue raisonné) des französischen Malers Camille Pissarro erschien 1939 in Paris. 2005 konnte nach 20-jähriger Vorarbeit ein völlig neuer Gesamtkatalog herausgegeben werden. In diesem Artikel wird die dritte Periode Reifebildung aufgelistet. Sein Werk lässt sich aufgrund seiner Arbeitsweisen und Aufenthaltsorte in folgende Perioden teilen:
| Zeitraum                                                                              | Bezeichnung                          | dt. Bezeichnung               | Werknummern 1939 | Werknummern 2005 |
| 1852–1860                                                                             | Années d’apprentissage               | Lehrjahre                     | 1–14             | 1–45             |
| 1852 · 1854 · 1856 · 1857 · 1858 · 1859 · 1860                                        |                                      |                               |                  |                  |
| 1861–1868                                                                             | Réalisme symbolique                  |                               | 15–69            | 46–131           |
| 1861 · 1862 · 1863 · 1864 · 1865 · 1866 · 1867 · 1868                                 |                                      |                               |                  |                  |
| 1869–1873                                                                             | La Formation du goût impressionniste | Reifebildung                  | 70–236           | 132–324          |
| 1869 · 1870· 1871 · 1872 · 1873                                                       |                                      |                               |                  |                  |
| 1874–1880                                                                             | Épanouissement de l’impressionnisme  | Blütezeit des Impressionismus | 237–528          | 325–640          |
| 1874 · 1875 · 1876 · 1877 · 1878 · 1879 · 1880                                        |                                      |                               |                  |                  |
| 1881–1890                                                                             | Néo-Impressionnisme                  | Neoimpressionismus            | 529–760          | 641–904          |
| 1881 · 1882 · 1883 · 1884 · 1885 · 1886 · 1887 · 1888 · 1889 · 1890                   |                                      |                               |                  |                  |
| 1891–1903                                                                             | Les dernières années                 | Die letzten Jahre             | 761–1316         | 905–1528         |
| 1891 · 1892 · 1893 · 1894 · 1895 · 1896 · 1897 · 1898 · 1899 · 1900· 1901· 1902· 1903 |                                      |                               |                  |                  |

Darüber hinaus gibt es noch eine Vielzahl von Zeichnungen, Holzschnitten, Gouaches und anderes, die unter den Nummern 1317–1668 (1939) gelistet sind.

## Werkverzeichnis
Das Werkverzeichnis beinhaltet und beschreibt das von 2005 (WV 2005) – herausgegeben vom Wildenstein Institut –, weil es gegenüber dem von 1939 (WV 1939) wesentlich umfassender und naturgemäß aktueller ist. Mithilfe der Sortierfunktion lässt sich das 1939er-Verzeichnis extrahieren.
| Illustration                                                                | Jahr    | Titel [1939]                                                                                   | WV 1939 | WV 2005 | Technik         | Standort                                                                                                 | Stadt                | Inventar- nummer | Format [cm] |
| --------------------------------------------------------------------------- | ------- | ---------------------------------------------------------------------------------------------- | ------- | ------- | --------------- | --- | -------------------- | ---------------- | ----------- |
| La Machine de Marly à Bougival                                              | c. 1869 | La Machine de Marly à Bougival                                                                 | *       | 132     | Öl auf Leinwand | - unbekannt -                                                                                            |                      |                  | 23,5 × 45   |
|                                                                             | c. 1869 | Allée de la Tour-du-Jongleur et maison de M. Musy, Louveciennes [Paysage à Pontoise]           | 309     | 133     | Öl auf Leinwand | Musée d’Orsay, 1986                                                                                      | Paris                | R.F. 1972–28     | 51,5 × 81   |
|                                                                             | c. 1869 | Le village à travers les arbres                                                                | 69      | 134     | Öl auf Leinwand | Verkauf bei Sotheby’s, New York 1993                                                                     |                      |                  | 54 × 44,5   |
|                                                                             | c. 1869 | Paysage d’hiver à Louveciennes                                                                 | 81      | 135     | Öl auf Leinwand | Musée d’Orsay, 1986                                                                                      | Paris                | R.F. 1937–54     | 37 × 46     |
|                                                                             | c. 1869 | Le Ru de Montbuisson, Louveciennes                                                             | *       | 136     | Öl auf Leinwand | Verkauf bei Sotheby’s, New York 2002 (blieb unverkauft)                                                  |                      |                  | 45 × 55,8   |
|                                                                             | 1869    | La Promenade, environs de Louveciennes                                                         |         | 137     | Öl auf Leinwand | Verkauf bei Wildenstein an einen europäischen Sammler, 1997                                              |                      |                  | 47 × 56,5   |
| Road to Versailles at Louveciennes                                          | c. 1869 | Croisement de la route de Versailles et du chemin de l’aqueduc, Louveciennes                   | *       | 138     | Öl auf Leinwand | Walters Art Gallery, The George A. Lucas Coll., 1997                                                     | Baltimore            | 371989           | 38,4 × 46,3 |
|                                                                             | c. 1870 | La Route de Versailles, Louveciennes, effet de neige                                           | 71      | 139     | Öl auf Leinwand | Verkauf Hôtel Métropole Palace, Monte-Carlo (2000)                                                       |                      |                  | 46 × 55     |
| La Route de Versailles, Louveciennes, soleil d’hiver et neige               | c. 1870 | La Route de Versailles, Louveciennes, soleil d’hiver et neige [Route, soleil d’hiver et neige] | 136     | 140     | Öl auf Leinwand | Baron Hans Heinrich Thyssen-Bornemisza, Lugano und Madrid (1993)                                         |                      |                  | 46 × 55,3   |
|                                                                             | 1870    | La Route de Versailles, Louveciennes, neige                                                    | 72      | 141     | Öl auf Leinwand | - unbekannt -                                                                                            |                      |                  | 22 × 30     |
| La Route de Versailles, Louveciennes, neige                                 | c. 1870 | La Route de Versailles, Louveciennes, neige [La Route par la neige, Louveciennes]              | 142     | 142     | Öl auf Leinwand | Stiftung Sammlung E. G. Bührle, 2002                                                                     | Zürich               |                  | 43,2 × 65   |
| Parc du château du Pont sous la neige, Louveciennes                         | c. 1870 | Parc du château du Pont sous la neige, Louveciennes                                            | –       | 143     | Öl auf Holz     | The Art Institute of Chicago, 1973                                                                       | Chicago              | 1973.673         | 32,3 × 47,5 |
|                                                                             | c. 1870 | Entrée de la forêt de Marly, effet de neige                                                    | 68      | 144     | Öl auf Leinwand | Privatsammlung (nach 1956)                                                                               |                      |                  | 38 × 46,5   |
|                                                                             | c. 1870 | La Route de Versailles, Louveciennes, effet de neige [Effet de Neige, route de Louveciennes]   | 73      | 145     | Öl auf Leinwand | Privatsammlung (nach 1972)                                                                               |                      |                  | 46 × 55     |
|                                                                             | c. 1870 | La Route de Saint-Germain, Louveciennes [La Route de Saint-Cyr, Louveciennes]                  | 78      | 146     | Öl auf Leinwand | Privatsammlung, USA                                                                                      |                      |                  | 46 × 55     |
|                                                                             | 1870    | Gelée blanche à Louveciennes                                                                   | 83      | 147     | Öl auf Leinwand | Mr. und Mrs. Jacques Gérard, 1963                                                                        | New York             |                  | 42 × 53     |
| Châtaigniers à Louveciennes                                                 | 1870    | Châtaigniers à Louveciennes                                                                    | 88      | 148     | Öl auf Leinwand | Stiftung Langmatt Sidney und Jenny Brown                                                                 | Baden AG             | 168/GZ           | 59,5 × 73   |
| [Louveciennes,] vue sur le mont Valérien                                    | 1870    | [Louveciennes,] vue sur le mont Valérien                                                       | 99      | 149     | Öl auf Leinwand | Nationalgalerie, Staatliche Museen, 1961                                                                 | Berlin               | NG 23/61         | 45 × 53     |
|                                                                             | c. 1870 | La Maison du maréchal-ferrant, Louveciennes                                                    | *       | 150     | Öl auf Holz     | Verkauf bei Wildenstein an einen europäischen Sammler (2002)                                             |                      |                  | 18,8 × 23,2 |
|                                                                             | 1870    | La Route de Versailles, Louveciennes                                                           | 77      | 151     | Öl auf Leinwand | Sterling and Francine Clark Art Institute, 1955                                                          | Williamstown (Mass.) | 1955.828         | 32,8 × 41,1 |
| La Diligence sur la route de Versailles, Louveciennes                       | 1870    | La Diligence sur la route de Versailles, Louveciennes [La Diligence, Louveciennes]             | 80      | 152     | Öl auf Leinwand | Musée d’Orsay, 1986                                                                                      | Paris                | R.F. 1682        | 25,5 × 35,7 |
|                                                                             | 1870    | Route de Versailles, Louveciennes, après la pluie                                              | –       | 153     | Öl auf Leinwand | Verkauf bei Christie’s, New York, 1983                                                                   |                      |                  | 50 × 61     |
| La Seine à Bougival                                                         | 1870    | La Seine à Bougival                                                                            | 95      | 154     | Öl auf Leinwand | Artizon Museum, 1961                                                                                     | Tokio                | WP 19            | 51,4 × 82,2 |
|                                                                             | 1870    | La Route de Versailles, Louveciennes, effet de pluie                                           | 76      | 155     | Öl auf Leinwand | Sterling and Francine Clark Art Institute, 1955                                                          | Williamstown (Mass.) | 1955.825         | 40,2 × 56,3 |
| L’Avenue Saint-Martin, Louveciennes                                         | 1870    | L’Avenue Saint-Martin, Louveciennes [La Route de Louveciennes]                                 | 79      | 156     | Öl auf Leinwand | Musée d’Orsay, 1986                                                                                      | Paris                | R.F. 1937–50     | 46,5 × 55   |
| Maison à Bougival                                                           | 1870    | Maison à Bougival [Paysage aux environs de Louveciennes (automne)]                             | 87      | 157     | Öl auf Leinwand | J. Paul Getty Museum, 1982                                                                               | Los Angeles          | 82.PA.73         | 89 × 116    |
| Vue sur l’aqueduc à Louveciennes, printemps                                 | c. 1870 | Vue sur l’aqueduc à Louveciennes, printemps [Printemps à Louveciennes]                         | 85      | 158     | Öl auf Leinwand | The National Gallery, 1986                                                                               | London               | NG 3265          | 52,7 × 81,9 |
|                                                                             | 1870    | Chemin de Prunay, arbre en fleur, Louveciennes                                                 | 89      | 159     | Öl auf Leinwand | Verkauf bei Christie’s, London 2001                                                                      |                      |                  | 46,7 × 56,5 |
|                                                                             | 1870    | Le Verger à Louveciennes, printemps [Le Verger (printemps)]                                    | 94      | 160     | Öl auf Leinwand | Verkauf bei Sotheby’s, New York 1984                                                                     |                      |                  | 56,5 × 84   |
|                                                                             | 1870    | Maison de monsieur Musy, Louveciennes                                                          | –       | 161     | Öl auf Leinwand | Nevill Keating Pictures, 1994                                                                            | London               |                  | 43,5 × 65   |
| Le Chalet rose, hameau du Cœur-Volant, Louveciennes                         | 1870    | Le Chalet rose, hameau du Cœur-Volant, Louveciennes [Le Chalet, la maison Rose]                | 82      | 162     | Öl auf Leinwand | Musée d’Orsay, 1986                                                                                      | Paris                | R.F. 1937–58     | 46 × 55,5   |
| La Conversation, Louveciennes                                               | 1870    | La Conversation, Louveciennes [La Route de Versailles à Louveciennes]                          | 96      | 163     | Öl auf Leinwand | Stiftung Sammlung E. G. Bührle, 1960                                                                     | Zürich               |                  | 100,5 × 81  |
|                                                                             | 1870    | Promeneurs sur la route de Versailles, Louveciennes [Paysage à Louveciennes]                   | 97      | 164     | Öl auf Leinwand | Southampton City Art Gallery, 1936                                                                       | Southampton          | 461              | 45,8 × 55,7 |
|                                                                             | c. 1870 | La Route de Versailles, Louveciennes [Coin de Louveciennes]                                    | 90      | 165     | Öl auf Leinwand | Privatsammlung, Frankreich                                                                               |                      |                  | 47 × 39,5   |
|                                                                             | c. 1870 | Vue sur le village de Louveciennes                                                             | *       | 166     | Öl auf Leinwand | Ruth und Bruce Dayton, nach 1995                                                                         | Wayzata (Minn.)      |                  | 46 × 56     |
|                                                                             | c. 1870 | Route à Louveciennes [Louveciennes]                                                            | 101     | 167     | Öl auf Leinwand | Verkauf bei Christie’s, New York, 2004                                                                   |                      |                  | 44 × 30     |
|                                                                             | 1870    | La Route de Versailles, Marly-le-Roi [La Route de Port-Marly]                                  | 168     | 168     | Öl auf Leinwand | Verkauf bei Sotheby’s, London 1999                                                                       |                      |                  | 21,5 × 28,5 |
|                                                                             | 1870    | Paysage à Louveciennes                                                                         | 98      | 169     | Öl auf Leinwand | Privatsammlung, Schweiz                                                                                  |                      |                  | 46 × 55     |
| Vue sur le village de Marly-le-Roi                                          | 1870    | Vue sur le village de Marly-le-Roi [Vue de Marly-Le-Roy]                                       | 93      | 170     | Öl auf Leinwand | Privatsammlung, Schweiz (nach 1954)                                                                      |                      |                  | 47 × 71     |
|                                                                             | 1870    | Maison blanches à Louveciennes [Paysage avec maison blaches à droite]                          | 100     | 171     | Öl auf Leinwand | Verkauf in Galerie Kornfeld, Bern (2004)                                                                 |                      |                  | 46 × 55     |
|                                                                             | 1870    | La Forêt                                                                                       | 91      | 172     | Öl auf Leinwand | Johannesburg Art Gallery, 1910                                                                           | Johannesburg         | 322              | 78,8 × 97,6 |
|                                                                             | 1870    | Les Sapins à Louveciennes                                                                      | 86      | 173     | Öl auf Leinwand | Privatsammlung Texas; Dauerleihgabe an Museum of Fine Arts, seit 1989                                    | Houston              |                  | 69 × 78     |
|                                                                             | 1870    | Bûcheron et passants, environs de Louveciennes                                                 | –       | 174     | Öl auf Leinwand | Verkauf bei Wildenstein an einen europäischen Sammler (1997)                                             |                      |                  | 47 × 56,5   |
|                                                                             | 1870    | La Campagne aux environs de Louveciennes en été                                                | 104     | 175     | Öl auf Leinwand | Privatsammlung, Schweiz                                                                                  |                      |                  | 41 × 65     |
| Pommiers en fleur                                                           | 1870    | Pommiers en fleur                                                                              | 84      | 176     | Öl auf Leinwand | Herman Levy, Hamilton (Kalifornien), (nach 1950)                                                         |                      |                  | 46 × 55     |
|                                                                             | 1870    | La Route de Marly, Louveciennes [La Route de Saint-Germain à Louveciennes]                     | 74      | 177     | Öl auf Leinwand | Erbschaft an UNICEF-Stiftung, Köln (2001)                                                                |                      |                  | 38,5 × 46,5 |
| La Route de Marly, Louveciennes                                             | c. 1870 | La Route de Marly, Louveciennes                                                                | 75      | 178     | Öl auf Leinwand | High Museum of Art, 2001                                                                                 | Atlanta              |                  | 38 × 46     |
| Chrysanthèmes dans un vase chinois                                          | c. 1870 | [Bouquet de fleurs.] Chrysanthèmes dans un vase chinois                                        | 102     | 179     | Öl auf Leinwand | National Gallery of Ireland, 1983                                                                        | Dublin               | NGI 4459         | 60 × 50,5   |
| Fox Hill, Upper Norwood, effet de neige                                     | 1870    | Fox Hill, Upper Norwood, effet de neige                                                        | 105     | 180     | Öl auf Leinwand | National Gallery, 1964                                                                                   | London               | NG 6351          | 35,3 × 47,5 |
|                                                                             | 1870    | Saint Stephen’s Church, Dulwich                                                                | 113     | 181     | Öl auf Leinwand | Privatsammlung                                                                                           |                      |                  | 42,6 × 52,8 |
|                                                                             | 1870    | Saint Stephen’s Church, Dulwich, par clair de lune                                             | 145     | 182     | Öl auf Holz     | - unbekannt -                                                                                            |                      |                  | 12 × 17     |
| Le Crystal Palace, Londres                                                  | 1871    | Le Crystal Palace, Londres                                                                     | 109     | 183     | Öl auf Leinwand | The Art Institute of Chicago, 1972                                                                       | Chicago              |                  | 47 × 73,2   |
| Le Crystal Palace, Upper Norwood                                            | c. 1871 | Le Crystal Palace, Upper Norwood                                                               | 107     | 184     | Öl auf Leinwand | Privatsammlung (1983)                                                                                    |                      |                  | 40 × 50,8   |
|                                                                             | 1871    | Paysage d’hiver, environs de Norwood                                                           | 106     | 185     | Öl auf Leinwand | Verkauf bei Paintings and Drawings Collected by Mr. and Mrs. Norman B. Woolworth, New York (1962)        |                      |                  | 43 × 54     |
|                                                                             | 1871    | All Saints’ Church, Beulah Hill, neige                                                         | 108     | 186     | Öl auf Leinwand | Privatsammlung, USA                                                                                      |                      |                  | 46 × 55     |
| Paysage sous la neige à South Norwood                                       | 1871    | Paysage sous la neige à South Norwood                                                          |         | 187     | Öl auf Leinwand | Privatsammlung                                                                                           |                      |                  | 44,5 × 55,5 |
| L’Avenue, Sydenham                                                          | 1871    | L’Avenue, Sydenham                                                                             | 110     | 188     | Öl auf Leinwand | National Gallery                                                                                         | London               | NG 6493          | 48 × 73     |
| Lordship Lane Station, East Dulwich                                         | 1871    | Lordship Lane Station, East Dulwich                                                            | 111     | 189     | Öl auf Leinwand | Courtauld Institute Galleries                                                                            | London               | P.1948.SC.317    | 44,5 × 72,5 |
| Vue sur Alleyn Park, West Dulwich                                           | c. 1871 | Vue sur Alleyn Park, West Dulwich                                                              | 115     | 190     | Öl auf Leinwand | Kimbell Art Museum, 1971                                                                                 | Fort Worth (Texas)   | AP 71.21         | 43,5 × 53,5 |
| Dulwich College                                                             | c. 1871 | Dulwich College                                                                                | 116     | 191     | Öl auf Leinwand | Fondation Bemberg, 1999                                                                                  | Toulouse             | P43              | 50 × 61     |
|                                                                             | 1871    | Route de Upper Norwood avec voiture, temps gris                                                | 114     | 192     | Öl auf Leinwand | Neue Pinakothek, 1913                                                                                    | München              | 8699             | 45,5 × 55,6 |
|                                                                             | c. 1871 | South Norwood, étude                                                                           | 112     | 193     | Öl auf Leinwand | Elisabeth Iglehart Blair-Estate, 2004                                                                    | Chicago              |                  | 40 × 50,2   |
|                                                                             | 1871    | Le Chemin de Prunay, Louveciennes                                                              | 117     | 194     | Öl auf Leinwand | Musée d’Orsay, 1986                                                                                      | Paris                | R.F. 1937–56     | 43,5 × 65,5 |
| La Route de Versailles, Rocquencourt                                        | 1871    | La Route de Versailles, Rocquencourt                                                           | 118     | 195     | Öl auf Leinwand | Nancy White                                                                                              | New York             |                  | 51,5 × 76,2 |
|                                                                             | 1871    | La Route de Versailles, Louveciennes, soleil d’hiver et neige                                  | 119     | 196     | Öl auf Leinwand | Sammlung Rosengart, 2002                                                                                 | Luzern               |                  | 46 × 55     |
| Chemin de Creux, Ouveciennes                                                | 1871    | Chemin de Creux, Ouveciennes                                                                   | 129     | 197     | Öl auf Leinwand | The Fine Arts Museums of San Francisco, 1974                                                             | San Francisco        | 1974.5           | 38 × 46     |
|                                                                             | 1871    | La Route de Versailles, Louveciennes                                                           | 120     | 198     | Öl auf Leinwand | Privatsammlung, USA                                                                                      |                      |                  | 38 × 46     |
|                                                                             | 1871    | La Route de Marly, Louveciennes                                                                | 121     | 199     | Öl auf Leinwand | Privatsammlung (1942)                                                                                    |                      |                  | 33 × 41     |
|                                                                             | 1871    | La Seine à Bougival                                                                            | 122     | 200     | Öl auf Leinwand | Privatsammlung, Schweiz                                                                                  |                      |                  | 44 × 60     |
| Bords de la Seine à Bougival                                                | 1871    | Bords de la Seine à Bougival                                                                   | 65      | 201     | Öl auf Leinwand | Verkauf bei William Beadleston an Noortman & brod, New York (1986), in den Niederlanden gestohlen (1993) |                      |                  | 27,5 × 40,5 |
|                                                                             | 1871    | Péniches sur la Seine à Bougival                                                               |         | 202     | Öl auf Leinwand | Privatsammlung                                                                                           |                      |                  | 43 × 59,5   |
|                                                                             | 1871    | Barrage sur la Seine à Bougival                                                                | 125     | 203     | Öl auf Leinwand | Verkauf von Wildenstein an einen Privatsammler (1987)                                                    |                      |                  | 33 × 46     |
|                                                                             | 1871    | Bord de rivière                                                                                | 124     | 204     | Öl auf Leinwand | Verkauf bei William Beadleston an Noortman & brod, New York (1983)                                       |                      |                  | 27 × 40     |
|                                                                             | 1871    | La Ferme du parc, Marly-le-Roi                                                                 |         | 205     | Öl auf Leinwand | Privatsammlung                                                                                           |                      |                  | 46 × 55,5   |
|                                                                             | 1871    | Allée de la Tour-du-Jongleur, Louveciennes                                                     | 126     | 206     | Öl auf Leinwand | Manfred Nachmann, Berlin, dort gestohlen 1938                                                            |                      |                  | 46,5 × 55   |
|                                                                             | 1871    | Louveciennes                                                                                   | 123     | 207     | Öl auf Leinwand | Privatsammlung Albert Chardeau (1896)                                                                    | Paris                |                  | 90 × 116,5  |
| La Rue de Voisins                                                           | 1871    | La Rue de Voisins                                                                              |         | 208     | Öl auf Leinwand | Manchester Art Gallery, 1969                                                                             | Manchester           | 1969.67          | 46 × 55,5   |
|                                                                             | 1871    | Le Relais de poste sur la route de Versailles, Louveciennes                                    |         | 209     | Öl auf Leinwand | Privatsammlung Dr. J. Coles (1979)                                                                       |                      |                  | 43 × 54,3   |
| Allée dans le parc de Marly                                                 | 1871    | Allée dans le parc de Marly                                                                    | 128     | 210     | Öl auf Leinwand | Baron Hans Heinrich Thyssen-Bornemisza, Lugano und Madrid (1993)                                         |                      |                  | 45 × 55     |
|                                                                             | c. 1871 | Les Arbres sur le plateau, effet d’automne, paysage à Louveciennes                             | 134     | 211     | Öl auf Leinwand | Hildegard Fritz-Denneville (1990)                                                                        | London               |                  | 32,5 × 41,5 |
| Route à Louveciennes, effet de neige et soleil                              | 1871    | Route à Louveciennes, effet de neige et soleil                                                 | 127     | 212     | Öl auf Leinwand | Dallas Museum of Art, 1985                                                                               | Dallas               | 1985.R.42        | 32,7 × 46   |
|                                                                             | 1871    | Maison de l’artiste à Louveciennes, neige                                                      | –       | 213     | Öl auf Leinwand | Verkauf bei Sotheby’s, London 1987                                                                       |                      |                  | 37 × 54     |
| Le Relais de poste sur la route de Versailles, Louveciennes, neige          | 1872    | Le Relais de poste sur la route de Versailles, Louveciennes, neige                             | 131     | 214     | Öl auf Leinwand | Verkauf bei Christie’s, New York, 2000                                                                   |                      |                  | 32 × 46     |
| Le Relais de poste sur la route de Versailles, Louveciennes, effet de neige | 1872    | Le Relais de poste sur la route de Versailles, Louveciennes, effet de neige                    | 130     | 215     | Öl auf Leinwand | Privatsammlung Tim Rice (1999)                                                                           | London               |                  | 55 × 91     |
|                                                                             | 1872    | Maison de M. Musy, Louveciennes                                                                | 190     | 216     | Öl auf Leinwand | Verkauf bei Christie’s, New York, 1985                                                                   |                      |                  | 32 × 45,2   |
|                                                                             | 1872    | Neige à Louveciennes                                                                           | 132     | 217     | Öl auf Leinwand | Verkauf bei Christie’s, New York, 1992                                                                   |                      |                  | 36,9 × 53,3 |
| Châtaigniers à Louveciennes                                                 | c. 1872 | Châtaigniers à Louveciennes                                                                    | 146     | 218     | Öl auf Leinwand | Musée d’Orsay, 1986                                                                                      | Paris                | R.F. 1954–18     | 41 × 54     |
| Chemin des Creux, Louveciennes, neige                                       | 1872    | Chemin des Creux, Louveciennes, neige                                                          | –       | 219     | Öl auf Leinwand | Museum Folkwang, 1966                                                                                    | Essen                | G 350            | 46 × 55     |
|                                                                             | 1872    | Bois de châtaigniers en hiver, Louveciennes                                                    | –       | 220     | Öl auf Leinwand | Fondation Bemberg                                                                                        | Foulouse             | 2134             | 27 × 40,4   |
|                                                                             | 1872    | Le Relais de poste à Louveciennes, effet de neige                                              | 149     | 221     | Öl auf Leinwand | Galerie Art Point, Mr. Tsuji, Yokohama                                                                   | Tokio                |                  | 45,7 × 55   |
|                                                                             | 1872    | Maison à Louveciennes                                                                          | –       | 222     | Öl auf Leinwand | Privatsammlung                                                                                           |                      |                  | 38 × 46     |
|                                                                             | 1872    | Maison sur un coteau, hiver, environ de Louveciennes                                           | 150     | 223     | Öl auf Leinwand | Verkauf bei Christie’s, New York, 1997                                                                   |                      |                  | 32,5 × 45,8 |
| La Route de Versailles, Louveciennes                                        | 1872    | La Route de Versailles, Louveciennes                                                           | –       | 224     | Öl auf Leinwand | Musée d’Orsay, 1986                                                                                      | Paris                | R.F. 1951–37     | 60 × 73,5   |
| La Maison de monsieur Musy, route de Marly, Louveciennes                    | c. 1872 | La Maison de monsieur Musy, route de Marly, Louveciennes                                       | 137     | 225     | Öl auf Leinwand | Verkauf bei Tooth & Sons, London, 1929                                                                   |                      |                  | 40,6 × 53,4 |
|                                                                             | 1872    | Charrette sur une route, hiver, environs de Louveciennes                                       | –       | 226     | Öl auf Leinwand | Jefferey Steiner, New York (c. 1986)                                                                     |                      |                  | 32,4 × 46,3 |
|                                                                             | 1872    | Le Quartier de Voisins à Louveciennes                                                          | 139     | 227     | Öl auf Leinwand | Privatsammlung                                                                                           |                      |                  | 46 × 55     |
|                                                                             | 1872    | La Route de Louveciennes                                                                       | 140     | 228     | Öl auf Leinwand | Verkauf bei Tooth & Sons, London, 1968                                                                   |                      |                  | 33 × 46     |
| La Seine à Port-Marly, le lavoir                                            | 1872    | La Seine à Port-Marly, le lavoir                                                               | –       | 229     | Öl auf Leinwand | Musée d’Orsay, 1986                                                                                      | Paris                | R.F. 2732        | 46,5 × 56   |
|                                                                             | 1872    | La Maison du garde, Louveciennes                                                               | 133     | 230     | Öl auf Leinwand | - unbekannt -                                                                                            |                      |                  | 46 × 55     |
| Paysage à Louveciennes, la barrière                                         | 1872    | Paysage à Louveciennes, la barrière                                                            | 135     | 231     | Öl auf Leinwand | National Gallery of Art, 1985                                                                            | Washington           |                  | 37,8 × 45,7 |
|                                                                             | c. 1872 | Châtaigniers à Louveciennes, effet de brume                                                    | 147     | 232     | Öl auf Leinwand | Paul Gachet, Auvers-sur-Oise (1909), heute unbekannt                                                     |                      |                  | 50 × 61,5   |
|                                                                             | 1872    | Bois de châtaigniers à Louveciennes                                                            | 148     | 233     | Öl auf Leinwand | Verkauf bei Christie’s, New York, 1997                                                                   |                      |                  | 40,6 × 54,4 |
|                                                                             | 1872    | Bord de la Seine à Bougival                                                                    | 187     | 234     | Öl auf Leinwand | Staatsgalerie Stuttgart, 1965                                                                            | Stuttgart            | 2727             | 46 × 55,8   |
| Entrée de Voisins                                                           | 1872    | Entrée de Voisins                                                                              | 141     | 235     | Öl auf Leinwand | Musée d’Orsay, 1986                                                                                      | Paris                | R.F. 2436        | 46 × 55,5   |
| La Seine à Port-Marly, le lavoir                                            | c. 1872 | La Seine à Port-Marly                                                                          | 174     | 236     | Öl auf Leinwand | Verkauf bei Tooth & Sons, London, 1951                                                                   |                      |                  | 35 × 46     |
| Portrait de Jeanne Pissarro dite Minette                                    | c. 1872 | Portrait de Jeanne Pissarro dite Minette                                                       | *       | 237     | Öl auf Leinwand | Privatsammlung (1995)                                                                                    |                      |                  | 19,5 × 17,5 |
| L’Hiver à Louveciennes                                                      | c. 1872 | L’Hiver à Louveciennes                                                                         | 186     | 238     | Öl auf Leinwand | Verkauf bei Christie’s, New York, 2004                                                                   |                      |                  | 55 × 130    |
| Le Printemps                                                                | 1872    | Le Printemps                                                                                   | 183     | 239     | Öl auf Leinwand | Verkauf bei Christie’s, New York, 2004                                                                   |                      |                  | 55 × 130    |
| L’Été                                                                       | c. 1872 | L’Été                                                                                          | 184     | 240     | Öl auf Leinwand | Verkauf bei Christie’s, New York, 2004                                                                   |                      |                  | 55 × 130    |
| L’Automne                                                                   | c. 1872 | L’Automne                                                                                      | 185     | 241     | Öl auf Leinwand | Verkauf bei Christie’s, New York, 2004                                                                   |                      |                  | 55 × 130    |
|                                                                             | c. 1872 | Paysage avec une vachère                                                                       | 154     | 242     | Öl auf Leinwand | Verkauf bei Sotheby’s, New York, 2005                                                                    |                      |                  | 33 × 46     |
| Le Déversoir de Pontoise                                                    | 1872    | Le Déversoir de Pontoise                                                                       | 156     | 243     | Öl auf Leinwand | The Cleveland Museum of Art, 1990                                                                        | Cleveland            | 1990.7           | 53 × 83     |
|                                                                             | 1872    | Le Déversoir et l’écluse à Saint-Ouen-l’Aumône                                                 | 157     | 244     | Öl auf Leinwand | Verkauf bei Sotheby’s, New York, 2001                                                                    |                      |                  | 38,1 × 54,6 |
| Rue de Beaujour, Pontoise                                                   | 1872    | Rue de Beaujour, Pontoise                                                                      | 173     | 245     | Öl auf Leinwand | Carnegie Museum of Art, 1965                                                                             | Pittsburgh           |                  | 45,7 × 55,9 |
| La Route de Rouen, les hauteurs de l’Hautil, Pontoise                       | 1872    | La Route de Rouen, les hauteurs de l’Hautil, Pontoise                                          | 151     | 246     | Öl auf Leinwand | Privatsammlung (1974)                                                                                    |                      |                  | 42 × 55,9   |
|                                                                             | 1872    | Pommiers en fleur, Pontoise                                                                    | 152     | 247     | Öl auf Leinwand | Verkauf bei Christie’s, London, 1979                                                                     |                      |                  | 53 × 83     |
| Bords de l’oise à Pontoise                                                  | 1872    | Verger en fleurs                                                                               | 153     | 248     | Öl auf Leinwand | National Gallery of Art, 1970                                                                            | Washington           | 1970.17.51       | 45,1 × 54,9 |
| verger en fleurs                                                            | 1872    | Bords de l’oise à Pontoise                                                                     | 158     | 249     | Öl auf Leinwand | Privatsammlung, USA                                                                                      | Chicago              |                  | 55 × 91     |
|                                                                             | 1872    | Vue de Pontoise, le train de bois                                                              | 159     | 250     | Öl auf Leinwand | Privatsammlung, USA                                                                                      |                      |                  | 59 × 80     |
| Bords de l’oise, Pontoise                                                   | 1872    | Bords de l’oise, Pontoise                                                                      | 182     | 251     | Öl auf Leinwand | Privatsammlung                                                                                           |                      |                  | 54 × 73     |
| Hameau aux environs de Pontoise                                             | 1872    | Hameau aux environs de Pontoise                                                                | 165     | 252     | Öl auf Leinwand | Privatsammlung, Griechenland (1956)                                                                      |                      |                  | 54 × 73     |
|                                                                             | 1872    | Le Repos sous les arbres                                                                       | 167     | 253     | Öl auf Leinwand | Verkauf bei Phillips, de Pury & Luxembourg (2002)                                                        |                      |                  | 73,7 × 92,7 |
|                                                                             | 1872    | La Route d’Osny, Pontoise                                                                      | 169     | 254     | Öl auf Leinwand | Verkauf bei Christie’s, London, 1974                                                                     |                      |                  | 46 × 56     |
|                                                                             | c. 1872 | La Maison dans le bois                                                                         | 181     | 255     | Öl auf Leinwand | Dr. Morton Mower, Joan Michelman (2002)                                                                  | New York             |                  | 50 × 65     |
| Jeanne Pissarro dite Minette, assise au jardin, Pontoise                    | c. 1872 | Jeanne Pissarro dite Minette, assise au jardin, Pontoise                                       | 192     | 256     | Öl auf Leinwand | Verkauf bei Christie’s, London, 1999                                                                     |                      |                  | 73 × 60     |
|                                                                             | c. 1872 | Jeune femme à l’ombrelle                                                                       | 196     | 257     | Öl auf Leinwand | Fondation Bemberg (1931), heute unbekannt                                                                |                      |                  | 43 × 38     |
|                                                                             | c. 1872 | L’Allée des Vogmes à Pontoise                                                                  | 162     | 258     | Öl auf Leinwand | Privatsammlung, Schweiz (1957)                                                                           |                      |                  | 32 × 41     |
|                                                                             | 1872    | Place du Vieux-Cimetière, Pontoise                                                             | 180     | 259     | Öl auf Leinwand | Carnegie Museum of Art, 1971                                                                             | Pittsburgh           | 71.7             | 54,9 × 94   |
|                                                                             | 1872    | Deux paysannes devant leur maison, environs de Pontoise                                        |         | 260     | Öl auf Leinwand | Privatsammlung, Deutschland (2001)                                                                       |                      |                  | 41 × 51     |
|                                                                             | 1872    | Cheval blanc dans un pré, l’Hermitage, Pontoise                                                | 164     | 261     | Öl auf Leinwand | Verkauf bei Christie’s, London, 2002                                                                     |                      |                  | 46 × 55     |
| Paysage aux environs de Pontoise                                            | 1872    | Paysage aux environs de Pontoise                                                               | 163     | 262     | Öl auf Leinwand | Ashmolean Museum, 1940                                                                                   | Oxford               | A 659            | 46 × 55     |
|                                                                             | 1872    | Maisons à l’Hermitage et jardin de Maubuisson, Pontoise                                        |         | 263     | Öl auf Leinwand | Verkauf bei Christie’s, London, 2002                                                                     |                      |                  | 38 × 55     |
| La Ruelle des Poulies à Pontoise                                            | c. 1872 | La Ruelle des Poulies à Pontoise                                                               |         | 264     | Öl auf Leinwand | Memphis Brooks Museum of Art, 1975                                                                       | Memphis              | 53.60            | 52,1 × 81,3 |
| La Ruelle des Poulies, Pontoise                                             | 1872    | La Ruelle des Poulies, Pontoise                                                                |         | 265     | Öl auf Leinwand | Musée d’Orsay, 1986                                                                                      | Paris                | R.F. 1683        | 40,5 × 54,5 |
| Fête de Septembre, Pontoise                                                 | 1872    | Fête de Septembre, Pontoise                                                                    | 188     | 266     | Öl auf Leinwand | Privatsammlung, USA                                                                                      |                      |                  | 46 × 55     |
|                                                                             | 1872    | La Récolte des pommes de terre                                                                 | 166     | 267     | Öl auf Leinwand | - unbekannt -                                                                                            |                      |                  | 43 × 54     |
|                                                                             | 1872    | Chemin à travers les champs                                                                    | 179     | 268     | Öl auf Leinwand | - unbekannt -                                                                                            |                      |                  | 41 × 54     |
| Pommes et pores dans un panier                                              | 1872    | Pommes et poires dans un panier                                                                | 194     | 269     | Öl auf Leinwand | Princeton University Art Museum, 1988                                                                    | Princeton            |                  | 46,2 × 55,8 |
| Pommes châtaigniers et faience sur une table                                | c. 1872 | Pommes châtaigniers et faience sur une table                                                   | 195     | 270     | Öl auf Leinwand | The Metropolitan Museum of Art, 1983                                                                     | New York             | 1983.166         | 46,4 × 56,5 |
|                                                                             | 1872    | Ruisseau dans la campagne                                                                      | 155     | 271     | Öl auf Leinwand | Verkauf bei Sotheby’s, New York, 1990                                                                    |                      |                  | 47,5 × 56,5 |
|                                                                             | 1872    | Masures près d’Osny                                                                            | 170     | 272     | Öl auf Leinwand | Privatsammlung, USA                                                                                      |                      |                  | 60 × 72     |
|                                                                             | c. 1872 | Soleil couchant                                                                                | 177     | 273     | Öl auf Leinwand | Verkauf bei Sotheby’s, London, 1999                                                                      |                      |                  | 26,7 × 38,7 |
|                                                                             | 1872    | Bords de l’Oise, environs de Pontoise                                                          | 161     | 274     | Öl auf Leinwand | Verkauf bei Wildenstein, Paris, 1951                                                                     |                      |                  | 40 × 50     |
|                                                                             | 1872    | Chemin au bord de l’Oise, Pontoise                                                             |         | 275     | Öl auf Leinwand | Verkauf bei Christie’s, New York, 2004                                                                   |                      |                  | 40,5 × 51,2 |
|                                                                             | 1872    | La Foire de la Saint-Martin, Pontoise                                                          | 178     | 276     | Öl auf Leinwand | - unbekannt -                                                                                            |                      |                  | 54 × 64,8   |
| Le Boulevard des Fossés, Pontoise                                           | 1872    | Le Boulevard des Fossés, Pontoise                                                              | 171     | 277     | Öl auf Leinwand | Norton Simon Art Museum, 1975                                                                            | Pasadena             |                  | 46,4 × 55,9 |
|                                                                             | 1872    | Quai du Pothuis, Pontoise                                                                      | 189     | 278     | Öl auf Leinwand | Virginia Museum of Fine Arts, 1983                                                                       | Richmond             |                  | 45,1 × 55,2 |
|                                                                             | 1872    | La Rue de Gisors, Pontoise, effet d’hiver                                                      | 143     | 279     | Öl auf Leinwand | Verkauf bei Sotheby’s, New York, 2002                                                                    |                      |                  | 26,8 × 40,5 |
|                                                                             | c. 1872 | La Rue de Gisors, Pontoise, effet de neige                                                     | 191     | 280     | Öl auf Leinwand | Privatsammlung, Schweiz (1942)                                                                           |                      |                  | 50 × 65     |
| Jeanne Pissarro dite Minette, au bouquet                                    | 1872    | Jeanne Pissarro dite Minette, au bouquet                                                       |         | 281     | Öl auf Leinwand | Yale University Art Gallery, 1982                                                                        | New Haven (Conn.)    | 1982.111.4       | 72,5 × 59,7 |
| Jeanne Pissarro dite Minette                                                | c. 1872 | Jeanne Pissarro dite Minette                                                                   | 197     | 282     | Öl auf Leinwand | Wadsworth Atheneum Museum of Art, 1958                                                                   | Hartford (Conn.)     | 1958.14          | 46 × 35     |
| Autoportriat                                                                | 1873    | Autoportrait                                                                                   | 200     | 283     | Öl auf Leinwand | Musée d’Orsay, 1986                                                                                      | Paris                | R.F. 2837        | 56 × 46,7   |
| La Rue de Gisors à Pontoise, effet de neige                                 | 1873    | La Rue de Gisors à Pontoise, effet de neige                                                    | 202     | 284     | Öl auf Leinwand | Museum of Fine Arts, 1948                                                                                | Boston               | 48.587           | 59,8 × 73,8 |
| Gelée blanche à Ennery                                                      | 1873    | Gelée blanche à Ennery                                                                         | 203     | 285     | Öl auf Leinwand | Musée d’Orsay, 1987                                                                                      | Paris                | R.F. 1972–27     | 65 × 73     |
| La Route au bord du chemin de fer, effet de neige, Osny                     | 1873    | La Route au bord du chemin de fer, effet de neige, Osny                                        | 205     | 286     | Öl auf Leinwand | Nationalmuseum für westliche Kunst, 1959                                                                 | Tokio                | P. 1959-166      | 52 × 81     |
| Route d’Osny à Pontoise, gelée blanche                                      | 1873    | Route d’Osny à Pontoise, gelée blanche                                                         | 208     | 287     | Öl auf Leinwand | Stiftung Sammlung E. G. Bührle, 1960                                                                     | Zürich               |                  | 50,5 × 65   |
|                                                                             | 1873    | Rue de Gisors, la maison du père Gallien, Pontoise                                             | 206     | 288     | Öl auf Leinwand | Privatsammlung, USA                                                                                      |                      |                  | 36,2 × 45,4 |
|                                                                             | 1873    | Paysage                                                                                        | 204     | 289     | Öl auf Leinwand | Universal Art, 1976                                                                                      | Kapstadt             |                  | 41 × 32,5   |
|                                                                             | 1873    | Terrains labourés près d’Osny                                                                  | 220     | 290     | Öl auf Leinwand | Verkauf bei Durand-Ruel (1918)                                                                           |                      |                  | 46 × 55     |
|                                                                             | 1873    | Vue sur la côte des Mathurins, Pontoise                                                        | 209     | 291     | Öl auf Leinwand | Musée d’Orsay, 1986                                                                                      | Paris                | R.F. 1983-8      | 61 × 73     |
|                                                                             | 1873    | Le Tribunal de Pontoise, place Saint-Louis                                                     | 211     | 292     | Öl auf Leinwand | UNICEF (2001)                                                                                            | Köln                 |                  | 33 × 40,7   |
| Vue sur la maison des Mathurins, Pontoise                                   | 1873    | Vue sur la maison des Mathurins, Pontoise                                                      | 212     | 293     | Öl auf Leinwand | Privatsammlung                                                                                           |                      |                  | 59,7 × 73,3 |
| Le Champ de choux, Pontoise                                                 | 1873    | Le Champ de choux, Pontoise                                                                    | 230     | 294     | Öl auf Leinwand | Baron Hans Heinrich Thyssen-Bornemisza, Lugano und Madrid (1994)                                         |                      |                  | 60 × 80     |
| Inondation à Saint-Ouen-L’Aumône                                            | 1873    | Inondation à Saint-Ouen-L’Aumône                                                               |         | 295     | Öl auf Leinwand | Wadsworth Atheneum Museum of Art, 1966                                                                   | Hartford (Conn.)     | 1966.315         | 64,9 × 81,2 |
|                                                                             | 1873    | L’Inoudation à Pontoise                                                                        | 207     | 296     | Öl auf Leinwand | Basil Goulandris, New York                                                                               |                      |                  | 45,5 × 55,5 |
| Usine à Saint-Ouen-l’Aumône, la drue de l’Oise                              | 1873    | Usine à Saint-Ouen-l’Aumône, la drue de l’Oise                                                 | 214     | 297     | Öl auf Leinwand | Privatsammlung, Vereinigtes Königreich                                                                   |                      |                  | 39 × 47     |
| Usine à Saint-Ouen-l’Aumône                                                 | 1873    | Usine à Saint-Ouen-l’Aumône                                                                    | 215     | 298     | Öl auf Leinwand | Museum of Fine Arts, 1937                                                                                | Springfield          | 37.03            | 45,7 × 54,6 |
| Usine au bord de l’Oise, Saint-Ouen-l’Aumône                                | 1873    | Usine au bord de l’Oise, Saint-Ouen-l’Aumône                                                   | 217     | 299     | Öl auf Leinwand | Israel Museum, 1995                                                                                      | Jerusalem            | B95.1012         | 38 × 55     |
|                                                                             | 1873    | Usine au bord de l’Oise, Saint-Ouen-l’Aumône                                                   | 218     | 300     | Öl auf Leinwand | Sterling and Francine Clark Art Institute, 1955                                                          | Williamstown (Mass.) | 1955.554         | 45,3 × 55   |
| Bords de l’Oise, le Chou, Pontoise                                          | 1873    | Bords de l’Oise, le Chou, Pontoise                                                             | 216     | 301     | Öl auf Leinwand | Privatsammlung, Frankreich (1906)                                                                        |                      |                  | 65 × 81     |
|                                                                             | 1873    | La Fabrique au bord de l’Oise, Épluches                                                        | 219     | 302     | Öl auf Leinwand | Privatsammlung, Schweiz (1976)                                                                           | Zürich               |                  | 46 × 55     |
|                                                                             | 1873    | La Route d’Auvers au bord de l’Oise, Pontoise                                                  | 222     | 303     | Öl auf Leinwand | Indianapolis Museum of Art (1940)                                                                        | Indianapolis         | 40.252           | 38,1 × 57,8 |
|                                                                             | 1873    | Paysage aux Pâtis, Pontoise, la moisson                                                        | 235     | 304     | Öl auf Leinwand | Neison Harris, Chicago (1970)                                                                            |                      |                  | 65 × 81     |
|                                                                             | c. 1873 | Le Pont du chemin de fer, Pontoise                                                             | 234     | 305     | Öl auf Leinwand | Privatsammlung, Vereinigtes Königreich                                                                   |                      |                  | 50 × 65     |
|                                                                             | 1873–74 | La Barrière du chemin de fer, aux Pâtis près Pontoise                                          | 266     | 306     | Öl auf Leinwand | Verkauf bei Wildenstein an die Sammlung Familie Philips                                                  |                      |                  | 65 × 81     |
|                                                                             | 1873    | La Maison rouge                                                                                | 221     | 307     | Öl auf Leinwand | Portland Art Museum, 1935                                                                                | Portland             | 35.22            | 59,4 × 73,3 |
|                                                                             | 1873    | Maison bourgeoise à l’Hermitage, Pontoise                                                      | 227     | 308     | Öl auf Leinwand | Kunstmuseum St. Gallen, 1940                                                                             | St. Gallen           | G 34             | 50,5 × 65,5 |
|                                                                             | 1873    | Le Jardin de la ville, Pontoise                                                                | 231     | 309     | Öl auf Leinwand | Eremitage, 1995                                                                                          | St. Petersburg       | 3KP 517          | 59,5 × 73,3 |
|                                                                             | c. 1873 | Chaumières à Auvers-sur-Oise                                                                   | 228     | 310     | Öl auf Leinwand | - unbekannt -                                                                                            |                      |                  | 65 × 81     |
|                                                                             | 1873    | Rue Rémy, Auvers-sur-Oise                                                                      | 229     | 311     | Öl auf Leinwand | Privatsammlung, Kanada                                                                                   |                      |                  | 54,6 × 65,4 |
|                                                                             | 1873    | Martinée au juin, Saint-Ouen-l’Aumône                                                          | 224     | 312     | Öl auf Leinwand | Staatliche Kunsthalle Karlsruhe, 1966                                                                    | Karlsruhe            | 2539             | 55 × 91     |
|                                                                             | c. 1873 | La Châtaigniers à Osny                                                                         | 236     | 313     | Öl auf Leinwand | Privatsammlung (1970er)                                                                                  |                      |                  | 65 × 81     |
|                                                                             | c. 1873 | Bouquet de roses                                                                               | 198     | 314     | Öl auf Leinwand | High Museum of Art, 1974                                                                                 | Atlanta              | 1974.231         | 55 × 46,4   |
|                                                                             | 1873    | Bouquet de pivoines roses                                                                      | 199     | 315     | Öl auf Leinwand | Ashmolean Museum of Art and Archaeology, 1951                                                            | Oxford               | A 820            | 73 × 60     |
|                                                                             | 1873    | Le Champ de blé                                                                                | 225     | 316     | Öl auf Leinwand | Privatsammlung, Deutschland (1980)                                                                       |                      |                  | 38 × 55     |
|                                                                             | 1873    | Paysage, plaine avec meules                                                                    | 233     | 317     | Öl auf Leinwand | Stern Pissarro Gallery                                                                                   | London               |                  | 31 × 50     |
|                                                                             | 1873    | La Meule, Pontoise                                                                             | 223     | 318     | Öl auf Leinwand | Privatsammlung                                                                                           |                      |                  | 45 × 54     |
|                                                                             | 1873    | Plaine avec meules, environs de Pontoise                                                       |         | 319     | Öl auf Leinwand | National Gallery of Art                                                                                  |                      |                  | 38 × 55     |
|                                                                             | 1873    | Les Coteaux de Chaponval, Auvers-sur-Oise                                                      | 213     | 320     | Öl auf Leinwand | - unbekannt -                                                                                            |                      |                  | 65 × 81     |
|                                                                             | 1873    | Jardins potagers à l’Hermitage, Pontoise                                                       | 226     | 321     | Öl auf Leinwand | Privatsammlung, Deutschland                                                                              |                      |                  | 54 × 73     |
|                                                                             | 1873    | Vue de Pontoise, le train de bois                                                              | 210     | 322     | Öl auf Leinwand | Verkauf bei Wildenstein an Privatsammlung, Dallas (Texas) (1980)                                         |                      |                  | 52,7 × 81   |
|                                                                             | 1873    | Rue de la Citadelle, Pontoise                                                                  | 201     | 323     | Öl auf Leinwand | Verkauf bei Sotheby’s, New York, 1985                                                                    |                      |                  | 53,9 × 73,6 |
|                                                                             | 1873    | Le Chemin, effet de brouillard, environs de Pontoise                                           | *       | 324     | Öl auf Leinwand | Privatsammlung                                                                                           |                      |                  | 38 × 56,5   |

* Werk war Ludovic-Rodo Pissarro zur Zeit der Erstellung des Werkverzeichnisses (1939) bekannt, fand aber nicht darin Eingang.